# Gran Premio Nobili Rubinetterie 2001
Il Gran Premio Nobili Rubinetterie 2001, quarta edizione della corsa, si svolse il 17 giugno 2001 su un percorso di 159 km. La vittoria fu appannaggio del lituano Vladimir Smirnov, che completò il percorso in 4h03'10", precedendo l'italiano Simone Masciarelli e lo spagnolo Pedro Horrillo.

## Ordine d'arrivo (Top 10)
| Pos. | Corridore             | Squadra            | Tempo    |
| ---- | --------------------- | ------------------ | -------- |
| 1    | Vladimir Smirnov      | CCC-Mat-Ceresit    | 4h03'10" |
| 2    | Simone Masciarelli    | Cantina Tollo      | a 5"     |
| 3    | Pedro Horrillo        | Mapei-Quick Step   | a 14"    |
| 4    | Denis Lunghi          | Team Colpack-Astro | a 40"    |
| 5    | Kyrylo Pospjejev      | Cantina Tollo      | s.t.     |
| 6    | Alessandro Cortinovis | Team Colpack-Astro | s.t.     |
| 7    | Fabian Cancellara     | Mapei-Quick Step   | s.t.     |
| 8    | Michele Colleoni      | Team Colpack-Astro | s.t.     |
| 9    | Filippo Pozzato       | Mapei-Quick Step   | s.t.     |
| 10   | Giuseppe Bracci       | Mobilvetta         | s.t.     |